# Sperimentazione animale

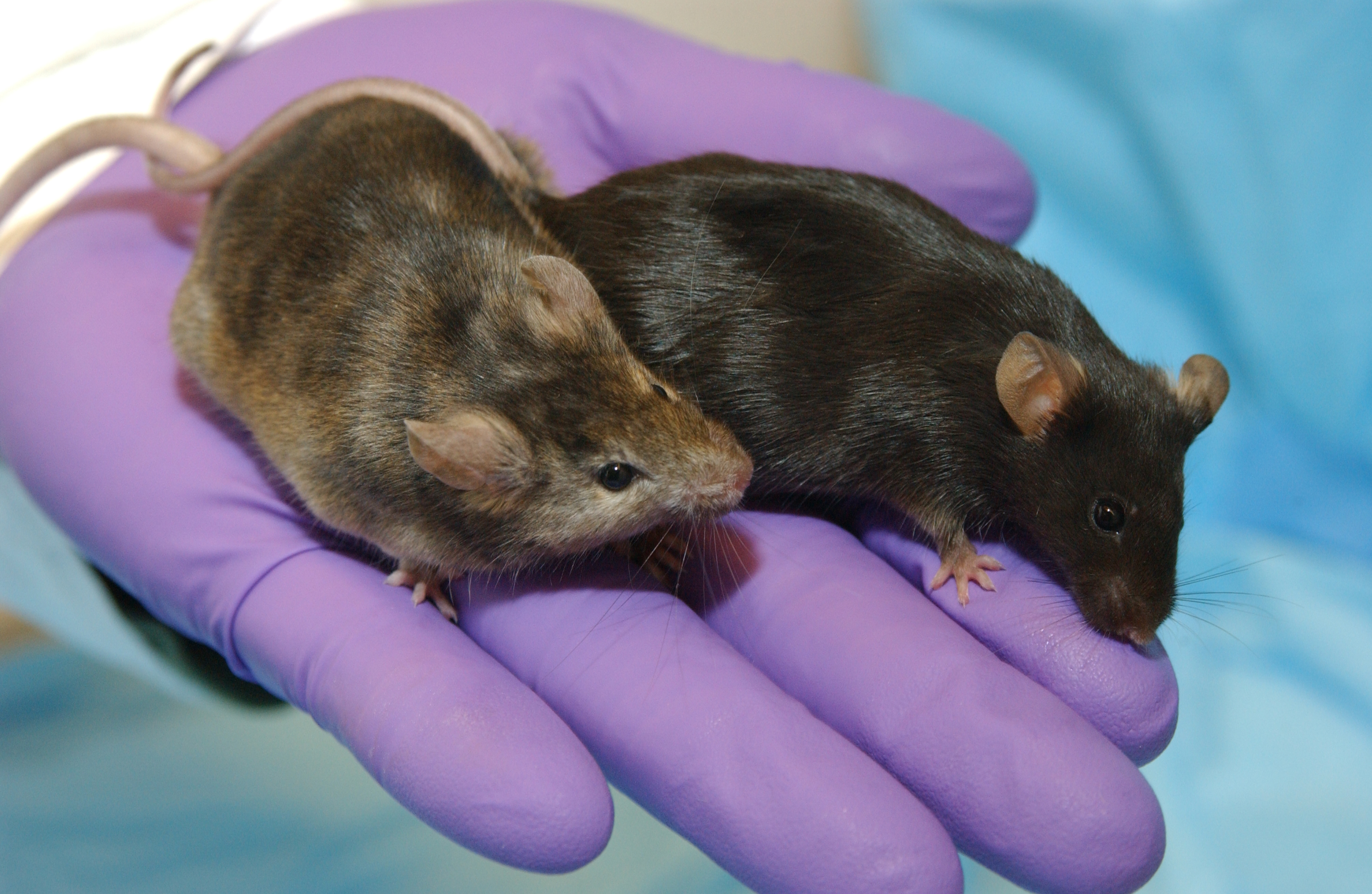
Una coppia di topi, i vertebrati più impiegati in sperimentazione animale

Con sperimentazione animale s'intende l'utilizzo scientifico a scopo di studio e ricerca di animali, per esempio in ambito farmacologico, fisiologico, fisiopatologico, biomedico e biologico.
La sperimentazione animale può essere di base (ad esempio la ricerca che si basa sulla mera osservazione di una caratteristica biologica della specie animale studiata) o applicata, cioè quando l'animale viene usato come modello al fine di comprendere meglio una determinata caratteristica biologica di un'altra specie, per lo più quella umana. La sperimentazione include quindi la pura ricerca come quella genetica, la biologia dello sviluppo, gli studi comportamentali, le ricerche biomediche e i test tossicologici. La sperimentazione animale viene condotta in università, scuole di medicina, aziende farmaceutiche, fattorie, e anche in ambito militare e industriale.
Nel mondo si stima che il numero di vertebrati (dal pesce zebra ai primati) usati per esperimenti sia compreso tra 10 e gli oltre 100 milioni all'anno. In questo numero non sono inclusi gli invertebrati; il numero di ratti e topi usati negli Stati Uniti nel 2001 è stimato in 80 milioni di unità. Al 2008, in Europa, i vertebrati maggiormente usati erano i topi (59,30%), quindi i ratti (17,70%) e a seguire animali a sangue freddo (9,6%) e uccelli (6,3%).

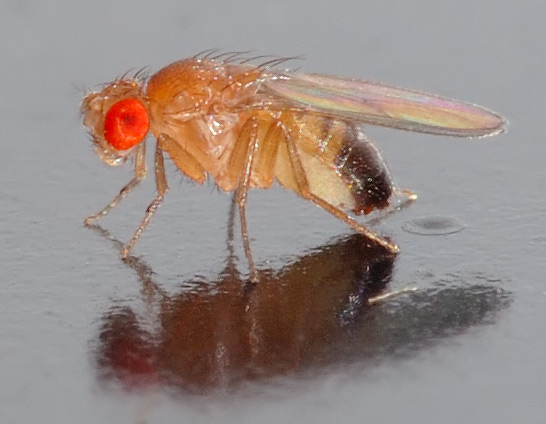
L'invertebrato Drosophila melanogaster trova larghissimo impiego in sperimentazione animale

La stragrande maggioranza della comunità scientifica ritiene a oggi necessario il ricorso alla sperimentazione animale. La Royal Society illustra con l'ausilio di una serie di casi di studio come virtualmente tutti i successi medici del XX secolo siano stati reggiunti grazie all'impiego di animali, e la statunitense National Academy of Sciences a sua volta spiega che anche i computer più sofisticati non possono riprodurre le interazioni che sussistono tra le cellule, organi, molecole, ecc., rendendo quindi necessario l'uso degli animali in molti campi di ricerca. Nel maggio del 2015 la rivista Nature, in un editoriale di Kay Davies, ha sottolineato come un divieto ai test sugli animali metterebbe in pericolo la stessa scienza.

## Definizioni
Le locuzioni sperimentazione animale, ricerca animale e ricerca in vivo hanno lo stesso significato e sono usate in ambito scientifico per indicare l'ampio insieme degli esperimenti condotti con l'ausilio di modelli animali.
Il termine vivisezione viene invece usato come sinonimo di sperimentazione animale dalle organizzazioni che si oppongono a tale sperimentazione. Questo uso tuttavia è considerato strumentale e improprio dalla comunità scientifica. La stessa opinione pubblica infatti reagisce in modo diverso – e le risposte cambiano radicalmente – a seconda che venga chiesto se si è contro la vivisezione oppure contro l'impiego degli animali nel progresso della medicina. Per questo motivo coloro che svolgono ricerca utilizzando i modelli animali contestano tale equivalenza semantica. La Corte di cassazione si è pronunciata (Sezione III Civile - Sentenza 19 luglio 2016 n. 4694) contro l'uso dei due termini come sinonimi quando il fine è quello di screditare i ricercatori.

## Tipi di ricerca e sperimentazione
- Ricerca di base
- Ricerca applicata
- Xenotrapianti
- Test tossicologici
- Test cosmetici
- Test farmacologici
- Uso a fini educativi
- Uso militare

## Storia

### Dall'antichità all'età moderna
I primi riferimenti alla sperimentazione animale possono essere rintracciati in alcuni scritti del Corpus Hippocraticum (fine V - inizio IV secolo a.C.); tuttavia, in questi testi l'analogia morfologica tra umani ed animali non viene teoricamente spiegata o giustificata.
Aristotele è il primo ad argomentare teoricamente l'omogeneità delle parti e delle funzioni degli animali, uomo incluso. Nel trattato sulle Parti degli animali, egli descrive minuziosamente l'interno e l'esterno di tutte le specie animali, basandosi su dissezioni di animali e sull'osservazione esterna dell'uomo (la dissezione di cadaveri umani non era ancora praticata). Per Aristotele gli esseri sono organizzati in modi specifici per realizzare la loro forma, ovvero la loro essenza, e la forma dei viventi è l'anima nelle sue differenti funzioni, a seconda che si tratti di vegetali, animali o esseri razionali (v. il trattato Sull'anima). Occorre esaminare le parti degli animali dal punto di vista delle funzioni che esse ricoprono in vista del fine stabilito dalla loro essenza o anima; questo studio sarà pertinente per l'uomo per ciò che riguarda le funzioni che egli condivide con gli altri animali (sensibilità e movimento), quindi relativamente alla parte "animale" della sua anima, ma non toccherà la facoltà razionale, propria unicamente degli umani.
La pratica dissettoria e vivisettoria sugli animali non umani si intensifica con la scuola medica di Alessandria (III secolo a.C.) i cui più noti esponenti, Erofilo ed Erasistrato, conducono per la prima volta nella storia della medicina anche dissezioni di cadaveri umani e, secondo le antiche testimonianze, vivisezioni su condannati a morte.
Galeno, nel II secolo, condusse a sua volta dissezioni e vivisezioni su numerose specie animali (scimmie, maiali, buoi, elefanti, topi, ed anche animali a sangue freddo). Nei Procedimenti anatomici sono descritte per esempio procedure di apertura di animali vivi per lo studio dell'apparato circolatorio e dei muscoli respiratori e fonatori:
(Galeno, De anatomicis administrationibus, K II, 626-627 e 634-635.)
Anche in Galeno, l'indagine anatomica si inscrive in un progetto filosofico: l'obiettivo del trattato L'utilità delle parti è mostrare come la struttura corporea di ogni animale corrisponda alla sua anima (riprendendo l'idea aristotelica), assumendo così uno sguardo pienamente finalistico sul corpo. La descrizione dell'uomo deve rispecchiare il suo carattere di unico animale razionale e divino. Poiché Galeno ricostruisce l'anatomia umana unicamente attraverso autopsie di animali ed effettuando comparazioni analogiche, il suo progetto resta filosoficamente fragile e scientificamente inesatto.

### Rinascimento

Mondino dei Liuzzi, Anathomia, 1541

A partire dal XIV secolo, la ripresa delle dissezioni su corpi umani mostra numerosi errori nell'anatomia galenica: pur mantenendo un ossequio formale a Galeno, anatomisti come Mondino dei Liuzzi e Berengario da Carpi constatano sempre più discordanze tra i suoi testi e i dati osservati empiricamente. Ad esempio, Berengario dichiara di non aver mai individuato nell'uomo la "rete mirabile", intreccio di vasi sanguigni alla base del cervello in alcuni animali che Galeno aveva erroneamente estesa all'uomo.
Nel XVI secolo, Andrea Vesalio, padre dell'anatomia moderna, mette apertamente in discussione l'auctoritas di Galeno. Nel preparare una nuova edizione latina dei trattati di Galeno, comprende che questi non aveva mai osservato il corpo umano ma solo generalizzato all'uomo osservazioni tratte da dissezioni di animali. Basandosi invece sulle autopsie umane, Vesalio confuta diversi errori di Galeno, come il fegato a cinque lobi e la rete mirabile.
Dal Rinascimento in poi, la medicina fece un uso sempre più largo della sperimentazione animale in vivo per lo studio delle funzioni fisiologiche, campo in cui le autopsie umane non erano sufficienti. Vesalio osservò su maiali viventi il funzionamento dei nervi. Le ricerche sulla circolazione sanguigna furono condotte a lungo da numerosi studiosi su varie specie animali: Realdo Colombo praticò vivisezioni su cani per studiare la circolazione polmonare, mentre William Harvey giunse infine ad una comprensione esaustiva del meccanismo circolatorio attraverso dissezioni e vivisezioni di animali di diverse specie:
(William Harvey, Trattato anatomico sul movimento del cuore e del sangue negli animali.)
Altro importante campo di applicazione della sperimentazione animale in età moderna fu l'embriologia. Numerosi studi di embriologia comparata furono condotti per osservare lo sviluppo del feto, in particolar modo da Girolamo Fabrici d'Acquapendente, autore dei trattati De formato fœtu e De formatione ovi et pulli, quest'ultimo dedicato alla formazione dell'apparato cardiovascolare e del fegato, e ancora da Harvey, che nel De generatione animalium sostenne la teoria aristotelica dell'epigenesi (evoluzione del feto per formazione successiva delle parti) riportando ricerche effettuate su polli, cani, conigli e su cervi e caprioli della riserva di caccia di re Carlo I.

### L'età contemporanea

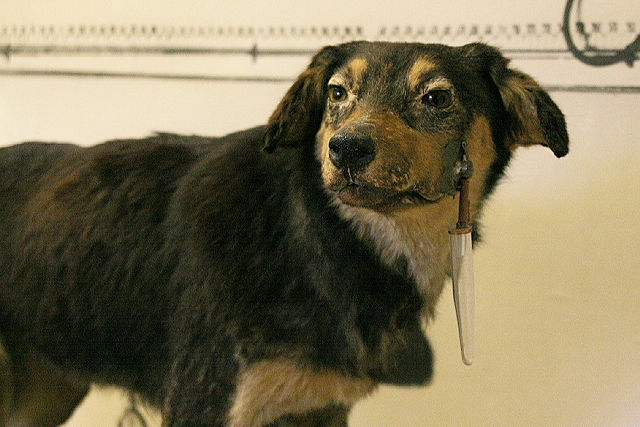
Uno dei cani impiegati da Pavlov.

Gli animali hanno avuto un ruolo importante in numerosi e ben noti esperimenti. Negli anni 1880, Louis Pasteur dimostrò la teoria dei germi in medicina somministrando antrace ad alcune pecore, e circa dieci anni dopo Ivan Pavlov utilizzò i cani per descrivere la sua teoria del riflesso condizionato. L'insulina fu isolata per la prima volta nei cani nel 1922, rivoluzionando il trattamento del diabete. Nel novembre del 1957 la cagnetta Laika diventò il primo essere vivente a viaggiare nello spazio. Negli anni settanta, trattamenti antibiotici multi-farmaco per la cura della lebbra furono sviluppati grazie a test sugli armadilli. Nel 1996 la pecora Dolly è stato il primo essere vivente clonato da una cellula adulta.
Dal 1900, la quasi totalità dei premi Nobel per la medicina hanno condotto le loro ricerche con l'utilizzo di modelli animali, spesso essenziali alla scoperta. Tra questi (per citarne alcuni) gli italiani Camillo Golgi e Rita Levi Montalcini per le scoperte della struttura e dello sviluppo del sistema nervoso. Altri hanno rivoluzionato la conoscenza del sistema immunitario e delle infezioni, hanno permesso la messa a punto delle tecniche dei trapianti di organi e tessuti, la scoperta e lo studio della penicillina, la cura della febbre gialla, del tifo, della poliomielite. Nel 2007 il genetista americano Mario Capecchi, insieme ai colleghi Martin Evans e Oliver Smithies, ha ottenuto il Premio Nobel per la medicina per i suoi studi sulle cellule staminali embrionali. Le ricerche dei tre scienziati hanno portato a definire la tecnica del gene targeting. La tecnica è stata sviluppata attraverso le sperimentazioni sul knockout mouse, un topo geneticamente modificato nel quale alcuni geni sono resi inoperativi, venendo quindi isolati (knocked out) dall'organismo al quale appartengono.
Il 29 dicembre 2022 il presidente degli Stati Uniti Joe Biden ha promulgato l'FDA Modernization Act 2.0, che ha autorizzato l'uso di metodi alternativi (ad esempio colture cellulari e modelli computerizzati) al posto della sperimentazione animale (che resta comunque consentita) prima di quella umana.

## Cura e utilizzo degli animali

### Regola delle 3R
Nel 1959 W.M.S. Russell e R.L. Burch hanno proposto la cosiddetta regola delle 3R per ridurre l'impatto della sperimentazione sugli animali. I concetti fondanti sono tre:
1. Rimpiazzamento (Replacement), sostituzione con metodi alternativi.
2. Riduzione (Reduction), riduzione del numero di animali.
3. Raffinamento (Refinement), miglioramento delle condizioni degli animali.

Questa regola è stata inserita dall'Unione europea nella Direttiva 2010/63/UE sulla Protezione degli animali utilizzati a fini scientifici.

### Legislazione
Negli Stati Uniti la materia è regolata dall'Animal Welfare Act del 1966 e dalla Guide for the Care and Use of Laboratory Animals pubblicata dalla National Academy of Sciences; sulla base di questa regolamentazione è consentita la sperimentazione se si può considerare giustificata dal punto di vista scientifico. In generale i ricercatori devono consultare le istituzioni veterinarie e l'Institutional Animal Care and Use Committee (IACUC).
Nel 2010 l'Unione Europea ha emanato la direttiva 2010/63/UE sulla Protezione degli animali utilizzati a fini scientifici. In essa, tra le altre cose si prevede:
- divieto di uso dei primati salva la possibilità di deroga
- il progetto che prevede la sperimentazione dovrà essere autorizzato dalle autorità competenti che ne dovranno attestare la necessità, concedendo l'autorizzazione solo se non vi sono metodi alternativi utilizzabili
- il progetto dovrà essere reso pubblico
- le strutture che utilizzano animali saranno sottoposte a ispezioni annuali
- non potranno essere utilizzati randagi e animali catturati in natura

In Italia la sperimentazione animale ha una regolamentazione più restrittiva; è disciplinata principalmente dal Decreto legislativo 27 gennaio 1992, n. 116, in materia di "Attuazione della direttiva n. 86/609/CEE in materia di protezione degli animali utilizzati a fini sperimentali o ad altri fini scientifici.". In seguito è stata introdotta anche la Legge 6 agosto 2013, n. 96, articolo 13, in materia di "Delega al Governo per il recepimento delle direttive europee e l'attuazione di altri atti dell'Unione europea - Legge di delegazione europea 2013.". La legge ha introdotto un articolato regime di autocontrollo dando dei precisi limiti entro cui può essere svolta la sperimentazione; al di fuori di tali limiti si commette un illecito di natura amministrativa e nei casi più gravi, di natura penale.
L'obiezione di coscienza alla sperimentazione animale è regolamentata dalla Legge 12 ottobre 1993, n. 413, in materia di "Norme sull'obiezione di coscienza alla sperimentazione animale."
In tutta Europa, dal 2009, sono inoltre vietati i test sugli animali per prodotti cosmetici e dal 2013 è stato introdotto il divieto di vendere in Europa prodotti che contengono ingredienti sviluppati appositamente per il campo della cosmesi che siano stati testati su animali, in qualunque parte del mondo.

## Dibattito sulla sperimentazione animale
Molti movimenti animalisti pongono l'abolizione della sperimentazione animale fra i propri obiettivi principali. In alcuni casi, gli "antivivisezionisti", come si autodefiniscono alcuni movimenti, sostengono che la sperimentazione sugli animali sia scientificamente inefficace e potenzialmente sostituibile con altri metodi; in altri casi (per esempio in quello dei sostenitori dei diritti animali), la sperimentazione animale viene condannata sul piano etico, a prescindere dalla sua effettiva utilità per il progresso in campo medico e scientifico. Sul piano etico, alcuni animalisti operano dei distinguo, ammettendo la sperimentazione animale entro certi limiti, per esempio attaccando soprattutto la sperimentazione senza fini scientifici sufficientemente chiari e importanti, o la sperimentazione che implica pratiche particolarmente cruente nei confronti dei soggetti da laboratorio, o la sperimentazione su determinate specie considerate dotate di particolari capacità intellettuali o di autocoscienza (per esempio le scimmie antropomorfe).
Organizzazioni animaliste come la PETA, la BUAV e in Italia la LAV e Leal, contestano le legittimità della sperimentazione animale affermando come essa sia crudele, di scarsa rilevanza scientifica, non adeguatamente regolamentata, non in linea con i tempi e che gli animali hanno un intrinseco diritto a non essere usati come cavie.
Riguardo all'utilità della sperimentazione animale, la posizione della comunità scientifica è quella di riconoscerne il ruolo fondamentale. Gli scienziati e i ricercatori mettono in evidenza che le reazioni fisiologiche ad uno stimolo sono molto complesse da prevedere; ad esempio, la complessità d'integrazione cellulare presente nel sistema nervoso centrale non può essere dedotta dalla funzione dei singoli componenti, lo stesso vale anche per il sistema immunitario, il sistema circolatorio e in generale tutti i sistemi fisiologici fondamentali. I modelli in vitro sono valide alternative per sistemi relativamente semplici ed isolati, tipicamente composti da popolazioni cellulari omogenee. Le simulazioni computerizzate necessitano di una conoscenza della funzione biologica e fisiopatologica dell'organismo molto solida; in assenza di tali informazioni ogni simulazione deve essere valutata in relazione agli aspetti che non include e restano non considerati.
Secondo la comunità scientifica è dalla complementarità della sperimentazione in vivo, in vitro e in silico che è possibile un'evoluzione delle nostre conoscenze tale da favorire lo sviluppo di strategie terapeutiche efficaci, che utilizzino il minor numero possibile di test animali.